# أمبراكو
أمبراكو هو منصة نظام لإدارة المحتوى (CMS) مفتوح المصدر, لنشر المحتوى على شبكة الإنترنت العالمية وشبكات الإنترانت.
مكتوب ومطور بلغة البرمجة #C, ومنشور اعتماداً واستناداً على بنية تحتية مايكروسوفت.
منذ الإصدار 4.5 ، كان النظام بأكمله متاحًا بموجب ترخيص معهد ماساتشوستس للتكنولوجيا.
تم تطوير أمبراكو Umbraco بواسطة نيلز هرتفيغ Niels Hartvig في عام 2000 وصدر كبرنامج مفتوح المصدر في عام 2004.
في عام 2009 ، وصفتها CMS Wire بأنها واحدة من أنظمة إدارة المحتوى مفتوحة المصدر المستندة إلى دوت نت فريموورك القيادية والرئيسية.

## تقنية
تتم كتابة أو برمجة وتطوير أمبراكو Umbraco بشكل أساسي بلغة #C، وتخزين البيانات في قاعدة بيانات (عادةً ميكروسوفت إس كيو إل سيرفر) (Microsoft SQL Server) ويعمل على خوادم معلومات الإنترنت (Microsoft IIS).
تم تصميم واجهة أمبراكو Umbraco الأمامية على دوت نت فريموورك (NET.) من مايكروسوفت، باستخدام إيه إس بي دوت نت (ASP.NET)
تستخدم Umbraco ميزات إيه إس بي دوت نت (ASP.NET) القياسية مثل إيه إس بي دوت نت «الصفحات الأساسية», لتسهيل إنشاء تخطيطات صفحات قابلة لإعادة الاستخدام، ويدعم كل من راوزر إيه إس بي دوت نت (Razor) و تحويل لغة الأسلوب الموسع (XSLT).
تم استخدام تحويل لغة الأسلوب الموسع (XSLT) للبرمجة النصية (Scripting)، وفي الماضي كان هناك الكثير من الجدل حول الذي أدى إلى أداء أفضل، حيث أنه تم استخدام لغة الترميز القابلة للامتداد (XML) لتخزين قاعدة البيانات، و (umbraco.config) لملف ذاكرة التخزين المؤقت.